# 野澤富美子
野澤 富美子（のざわ ふみこ、1921年2月13日 - 2017年10月13日 ）は、日本の作家。別の筆名「小池 富美子」もある。

## 人物・経歴
神奈川県横浜市生まれ。尋常小学校を卒業後、女中や女工として働くが、病弱のため長続きせず、『ホトゝギス』に小説を投稿。1940年、19歳の時、短編小説「隣近所の十ヶ月」が高浜虚子に認められ、『ホトゝギス』1940年4月号に掲載されてデビュー。短編小説「煉瓦女工」が『公論』（第一公論社）1940年5月号掲載され、同年5月、第一公論社からこれらの作品を集めた短編集『煉瓦女工』が発刊され、ベストセラーとなる。短編小説「藪入り」（『婦人公論』1940年6月号）が第11回（1940年・上半期）直木賞に参考候補となる。短編集『煉瓦女工』は、八田尚之によって脚色されて、1940年に南旺映画で千葉泰樹監督により映画化された（検閲により公開見送りとなり、1946年になって公開される）。『長女』（第一公論社）を同年11月に刊行。のち結婚して小池姓となる。戦後、日本共産党に入党、小池富美子名義で『ある女子共産党員の手記』（「女の罰」「肝臓の話」「女子共産党員の手記」「墓標」所収、五月書房、1948年11月10日）などを出版した。『煉瓦女工』は、1940年5月の第一公論社版の他に、戦後、1947年の新教育社版、小池富美子名義の新日本文学会版（1948年）が出ている。最晩年には日本民主主義文学会に加入して、いくつかの作品を発表していた。

## 評価
宮本百合子が評論「若い婦人の著書二つ」（『新女苑』1940年7月号）で、「煉瓦女工」を、同じく映画化された大迫倫子の『娘時代』と並んで紹介し、豊田正子の綴方との比較が論及されている。宮本は、「好評であることが十分にうなずけるつよい迫力をもった、生々しい筆致」と評価した。戦後、宮本は「『婦人と文学』附録」（筑摩書房、1951年4月）で、1948年の『女子共産党員の手記』について、「つよい生活力が燃えさかっている」と評価した。

## 著作
- 『煉瓦女工』（第一公論社、1940年5月）
- 『長女』（第一公論社、1940年11月）
- 『私の青春時代』（九州評論社編集部、徳田球一、紺野与次郎、松本正雄、春日正一、渡辺順三、林田茂雄、伊藤律らとのアンソロジー、九州評論社、1948年）
- 『ある女子共産党員の手記』（五月書房、1948年11月10日）
- 「コスモスの咲く家」『新日本文学』1955年1月号
- 「おおばこの穂」『群像』1955年5月号
- 「コムミニスト・マルセーズ」『新日本文学』1955年10月号
- 「少女余聞」『新日本文学』1957年5月号
- 「私の二十世紀 山さんとの事」『民主文学』2000年10月号